# Pauley Pavilion
El Edwin W. Pauley Pavilion, conocido popularmente como Pauley Pavilion, es un pabellón multiusos situado en Los Ángeles, California. Inaugurado en 1965 y reformado en 2012, es la sede de los equipos de baloncesto, voleibol y gimnasia artística de la Universidad de California, Los Ángeles desde entonces.

## Historia
Antes de la construcción del pabellón, los Bruins disputaban sus partidos en el Men's Gym, un pequeño gimnasio con capacidad para 2400 espectadores, conocido por aquel entonces de forma despectiva como el B.O. barn, el "establo del mal olor corporal". Tras la consecución en 1964 del primer título  del Torneo de la NCAA por parte del equipo entrenado por John Wooden, los aficionados y el propio Wooden pidieron un pabellón más confortable y de mayor capacidad. Kareem Abdul-Jabbar, entonces conocido como Lew Alcindor, fue reclutado para el equipo con la promesa de un nuevo pabellón.
La instalación se inauguró el 27 de noviembre de 1965 con un partido entre el equipo freshman de los Bruins, liderados por Alcindor, contra el equipo que dispitaba el torneo de la NCAA, Los novatos ganaron 75-60, presagiando los éxitos que llegaron años más tarde. El primer partido oficial fue ante los Ohio State Buckeyes.

## Eventos
Ha albergado en 1981 el campeonato de la NCAA de voleibol femenino, torneo en el cual UCLA cayó ante las USC Trojans en la final. Fue también la sede de la gimnasia en los Juegos Olímpicos de Los Ángeles 1984.
En los Juegos Olímpicos de Los Ángeles 2028 se disputarán allí las competiciones de voleibol.
Al margen de los deportes, ha albergado en innumerables ocasiones la gala Nickelodeon's Kids' Choice Awards. A lo largo de su historia ha albergado también innumerables conciertos de los grupos más importantes de la música actual. El artista que más veces ha actuado en el recinto han sido los Grateful Dead, un total de seis ocasiones, seguido de Frank Zappa con cuatro y Van Morrison con tres.